# Kisbali László
Kisbali László (Pásztó, 1954. április 30. – Budapest, 2009. május 7.) filozófia-, eszme- és művelődéstörténész, Immanuel Kant, Moses Mendelssohn és a 18. századi esztétikatörténet jeles kutatója, nagy hatású tanáregyéniség.

## Életútja, munkássága
Nagybátonyban végezte az általános iskolát és a gimnáziumot. Az ELTE BTK-n szerzett diplomát 1978-ban esztétika–népművelés szakon. Az ELTE Szociológiai intézetében is folytatott posztgraduális tanulmányokat 1982–1983-ban.  
Filozófiai gondolkodását Munkácsy Gyula és Vidrányi Katalin formálták jelentősen. Tanított a pécsi Janus Pannonius Tudományegyetem (ma: Pécsi Tudományegyetem) művészettudomány (esztétika) szakán, a Magyar Iparművészeti Főiskolán (később: Egyetemen; ma: MOME) és a Magyar Képzőművészeti Egyetemen, az ELTE Komoróczy Géza által vezetett judaisztika szemináriumán, valamint kurzusokat tartott a Láthatatlan Kollégiumban is. Tanítványai között volt: Harkányi András, Havasréti József, Keresztesi József, Losonczy István (festőművész), Nagy András (muzeológus, esztéta), Popovics Zoltán, Szécsényi Endre, Tóth Orsolya (irodalomtörténész), Utasi Krisztina, V. Horváth Károly.  
Az 1990-es évek első felében a "Ki beszél?" című rovatot vezette a Beszélő című liberális hetilapban. Hasonlóan más nagy hatású tanárokhoz, ő is keveset publikált, összegyűjtött írásait tartalmazó kötete posztumusz jelent meg Sapere aude! Esztétikai és művelődéstörténeti írások (szerk.: Szécsényi Endre, előszó: Anghy [Nagy] András, L'Harmattan, Budapest, 2009) címmel. 
Ugyancsak posztumusz látott napvilágot Mendelssohn-fordítása, amelyen évekig dolgozott: Moses Mendelssohn: Jeruzsálem – Írások zsidóságról, kereszténységről, vallási türelemről (szerk.: V. Horváth Károly, Atlantisz, Budapest, 2011). 
További műve: A szabadság hagyománya. A magyar politikai költészet klasszikusai. Petri Györggyel beszélget Kisbali László és Mink András (Beszélő, Budapest, 2001). 
Halálának 10. évfordulójára megjelent egy tizenöt tanulmányt tartalmazó kötet, amely szerteágazó szellemi hatását igyekszik feltérképezni: Esztétika – történelem – hermeneutika: tanulmányok Kisbali László emlékére (szerk.: Popovics Zoltán – Szécsényi Endre, L'Harmattan, Budapest, 2019).